# (31098) Frankhill
(31098) Frankhill est un astéroïde de la ceinture principale aréocroiseur.

## Description
(31098) Frankhill est un astéroïde aréocroiseur. Il présente une orbite caractérisée par un demi-grand axe de 2,29 UA, une excentricité de 0,28 et une inclinaison de 22,5° par rapport à l'écliptique.

## Compléments